# 大島村 (岐阜県)
大島村（おおしまむら）は、かつて岐阜県郡上郡に存在した村である。
現在の郡上市白鳥町大島などに該当する。

## 歴史
- 1889年（明治22年）7月1日 - 町村制により大島村が発足。
- 1897年（明治30年）4月1日 - 白鳥村、中津屋村、越佐村と合併し、上保村が発足。同日大島村は廃止。